# Soccer mom

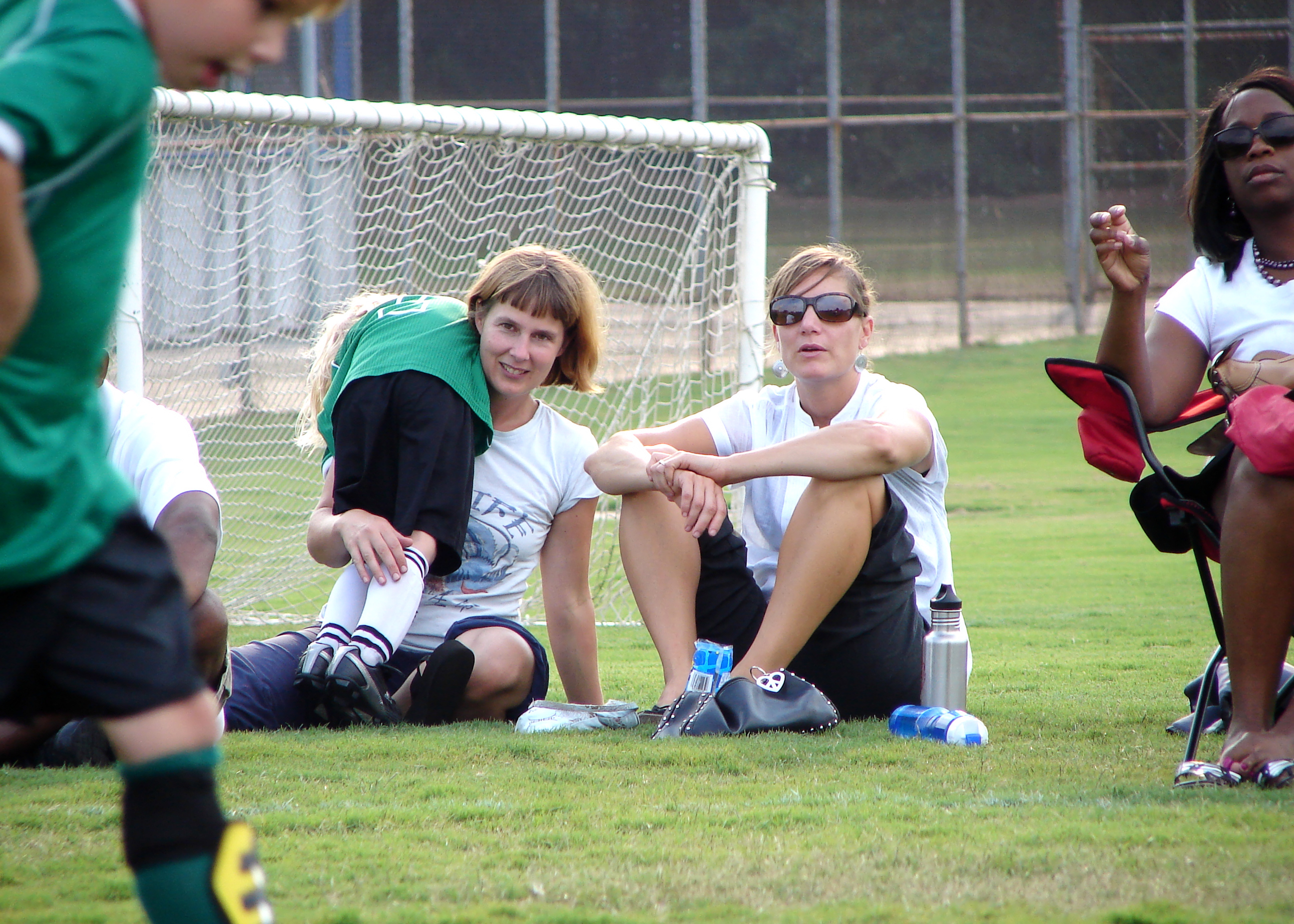
Soccer moms vigilando y atendiendo a sus hijos en el deporte

El término soccer mom (literalmente en español, "mamá de fútbol" o "mamá futbolera"), en general, se refiere a mujeres de clase media-alta que viven en los suburbios y que emplean gran parte de su tiempo en llevar a sus hijos en edad escolar a sus actividades deportivas. Es un término casi exclusivamente norteamericano. En el estado de Alaska, el término más popular es el de hockey mom. Las revistas y periódicos apenas usaban este término hasta el consejo electoral de la ciudad de Denver de 1995. Entró en el uso generalizado en los Estados Unidos durante las elecciones presidenciales de 1996.

## Origen
A menudo son retratadas en los medios masivos como mujeres muy ocupadas, de vida sobrecargada y conduciendo un monovolumen. También son retratadas poniendo por delante los intereses de su familia, y lo más importante, de sus hijos, por delante incluso de sus propios intereses. La mamá de fútbol, por lo general, se reúne con madres de su misma condición y su principal tema de conversación es lo orgullosas que están de sus niños.
La frase soccer mom deriva de la descripción literal, específica de una madre que transporta y vigila a sus hijos mientras juegan al fútbol. También fue utilizado en los nombres de las organizaciones de madres que recaudaban dinero para apoyar a los equipos de fútbol de sus hijos. La primera referencia a la expresión soccer mom en los medios de comunicación estadounidenses se remonta a 1982. En ese año, Joseph Decosta, el esposo de la tesorera de un club escolar de Ludlow, Massachusetts, robó 3.150 dólares recaudados para el beneficio de una liga de fútbol local.
Los medios de comunicación estadounidenses, principalmente revistas y periódicos, rara vez empleaban el uso de la expresión hasta 1995, cuando durante una elección para el consejo de la ciudad de Denver, Susan B. Casey utilizó el lema "A Soccer Mom for City Council" (Una madre de fútbol para el Consejo Municipal). Casey, que tenía un doctorado y gestionaba las campañas electorales presidenciales, utilizó el eslogan como una forma de garantizar a los votantes que podían confiar en ella para ser "como ellos", declarándose a sí misma como "la vecina de todos". La frase denotaba inquietud acerca de los logros de las mujeres y estereotipaba que las mujeres inteligentes y expertas no eran capaces de gestionar la carrera profesional y mostrar, a su vez, amor por su familia. Casey ganó las elecciones con el 51% de los votos.
El término entró en un uso más amplio cerca de la época de la Convención Nacional Republicana de 1996. El primer uso del término en un artículo de noticias apareció el 21 de julio de 1996, en la edición de The Washington Post. EJ Dionne, el autor del artículo, citó a Alex Castellanos (en aquel momento, el asesor más antiguo de medios de Bob Dole), sugiriendo que Bill Clinton estaba apuntando a una votación demográfica que Castellanos llamaba "soccer mom". La mamá de fútbol fue descrita en el artículo como "la madre trabajadora y agobiada de renta media que lleva a sus hijos a jugar al fútbol al colegio". El artículo sugiere que el término fue una creación de consultores políticos. Castellanos fue posteriormente citado en The Wall Street Journal diciendo que "ella (la soccer mom) es la consumidora clave del mercado y el voto clave que decidirán los resultados de las elecciones".

## Términos relacionados

### Hockey mom
El término Hockey mom (literalmente en español "mamá de hockey") se utiliza extensivamente en Canadá y el Norte de Estados Unidos, para referirse a las madres que llevan a sus hijos a las pistas de hielo para jugar o entrenar al Hockey sobre hielo.

El primer artículo en el New York Times que utilizó el término "hockey mom" como concepto demográfico fue en 1999 en una reseña del coche Chevrolet Silverado (una camioneta pickup). En dicho artículo se describía la camioneta como un vehículo "delicado y duro, que satisfará a todo el mundo, desde una hockey mom a un ganadero".
La antigua Gobernadora de Alaska Sarah Palin, candidata republicana en 2008 a la vicepresidencia de los Estados Unidos, ya se describía a sí misma en la campaña electoral de 2006 como una hockey mom.
En el discurso que pronunció en la Convención Nacional Republicana de 2008 y durante la campaña electoral llegó a afirmar que la única diferencia entre un pit bull y una hockey mom era la barra de labios, dando a entender que las hockey moms son muy "duras".  Se suele decir que las hockey moms realizan una labor más intensa que las soccer moms, tanto en términos de compromiso con el deporte, como en la intensidad con la que animan a sus hijos.